# Бычков, Николай Дмитриевич (футболист)
Никола́й Дми́триевич Бычко́в (4 [17] мая 1917, Москва — 1947, Минск) — советский футболист, вратарь.

## Карьера
Воспитанник детских команд московского «Динамо», последовательно выступал за юношеские и клубные команды бело-голубых. В 1940 году перешёл в основную команду, получил возможность выйти на поле из-за травмы основного вратаря Фокина и ошибок его дублёра Медведева. В чемпионате СССР провёл 6 матчей и пропустил 3 гола, сыграв 4 матча «на ноль». Первой игрой была встреча с московским «Локомотивом» 15 октября 1940 года. В годы войны выступал за динамовские команды в Москве.
В 1945 играл в минском «Динамо», провёл 14 матчей в чемпионате страны.
Скончался в 30-летнем возрасте от рака мозга.

## Достижения
«Динамо» Москва
- Чемпион СССР: 1940